# Église d'Ivalo
L'église d'Ivalo (en finnois : Ivalon kirkko) est une église située dans le quartier d'Ivalo à Inari en Finlande. 

## Description
L'église à un volume de 6 100 m3 et offre 400 sièges. 
La croix en verre de l'autel est due à Laura Järvi-Larkas.